# 盖雅多龙属
盖雅多龙（属名：Gallardosaurus，或译加拉多龙）是一属来自加勒比海道的上龙科蛇颈龙类。属下仅含单一物种伊氏盖雅多龙（Gallardosaurus iturraldei）。盖雅多龙发现于古巴西部哈瓜组的牛津阶中晚期（晚侏罗世）的岩层中。据信盖雅多龙在演化上与牛津阶沉积物中的常见上龙科泥泳龙相关。

## 历史与词源

骨骼示意图中显示了已知材料

古巴自20世纪上半叶就已发现牛津阶爬行类，但其中大多数因论文没有广泛传播而未受广泛承认。1996年，曼努埃尔·伊图拉尔德-文森特（Manuel Iturralde-Vinent）博士与马克·诺瑞尔（Mark Norell）首次提及由部分颅骨、下颌骨和几节颈椎组成的标本MNHNCu P3005看起来看像残酷上龙（Pliosaurus ferox）。该标本由古巴农民胡安·盖雅多（Juan Gallardo）于1946年在古巴西北部比那尔德里奥省比尼亚莱斯以东约8（5.0英里）处发现。然而当时两人既未对其进行清修也未作出详细描述。祖玛·加斯帕里尼（Zulma Gasparini）与伊图拉尔德-文森特在清修过后于2006年将标本归入泥泳龙，但后来确定该标本是个新属。MNHNCu P3005于2009年描述为独立属盖雅多龙（Gallardosaurus）。
属名取自标本MNHNCu P3005发现者胡安·盖雅多，他与胡安尼托·盖雅多（Juanito Gallardo）发现了古巴大部分牛津阶爬行类。种名伊氏盖雅多龙（G. itturraldei）取自地壳构造学者兼古生物学家曼努埃尔·伊图拉尔德-文森特。
MNHNCu P3005发现于哈瓜组哈瓜贝哈段（Jagua Vieja Member）的暗色页岩结核中。标本为三维立体保存，有轻微变形。吻尖及下颚后部缺失。颅骨宽而不高，长着长而突出的牙齿。部分椎骨没有融合，表明该个体死时尚未发育完全。

## 分类
盖雅多龙隶属上龙科，该科是一类生存于中生代的短颈海生爬行动物。该类群其它成员包括豪夫龙、克柔龙、泥泳龙、滑齿龙、短颈龙、上龙等。

## 古生态学与古生物地理学
盖雅多龙可能会季节性地穿越加勒比海，主要捕食栖于其分布区域的自游性鱼类。哈瓜贝哈段还发现了鱼龙目、海龟类的牛津南方龟及蛇颈龙类的卡氏维那勒斯龙。水深较浅，可能有10至12（33至39英尺）深，牡蛎与藻类在海底栖息。植物、翼龙和恐龙的破碎残骸来自附近沿海地区。